# Bronverificatie
Bronverificatie is het proces waarbij gegevens of informatie op juistheid worden gecontroleerd door de desbetreffende bronnen te verifiëren. Dit is vooral van belang indien de gegevens bedoeld zijn voor publicatie. Een voorbeeld hiervan zijn redactionele artikelen of artikelen in de wetenschappelijke literatuur.
Ook in de genealogie is bronverificatie een belangrijk onderdeel. Voor de jongste generaties is het van belang de primaire bronnen te verifiëren, zoals aktes uit de burgerlijke stand. Voor 1811 is men in eerste instantie aangewezen op aktes uit de DTB (zgn. retroacta), maar verder terug in het verleden kan men ook aangewezen zijn op secundaire bronnen.
Ten slotte kan bronverificatie ook plaatsvinden door middel van toetsing aan tertiaire of quartaire bronnen zoals woordenboeken en encyclopedieën.